# 日産・RBエンジン
RBエンジンは、1984年から2004年まで日産自動車が製造していた自動車の直列6気筒ガソリンエンジンである。1984年に発売された同社の5代目ローレル（C32型）に搭載されたのが初出（後述を参照）。

## 概要
直列6気筒のL型シリーズの後継機として開発され、1984年以降より生産がはじまり、1990年代の日産ミドル～ビッグマシンの心臓部を担った。国内向けは全車電子制御インジェクション仕様（但しLPG仕様のRB20Pはキャブレター仕様のみである）であり、日産のエンジン名称ルールにより「E」が付く。「D」付きはDOHC、「T」はターボ付きを示す。
なおRBの意味は「Response」（レスポンス）&「Balance」（バランス）であり、シャープなレスポンスと優れた出力・トルク性能、静粛性などのトータルバランスが高いことに由来する。ちなみに、RBエンジンのディーゼル版がRD28/RD28Eである。
当時の日産は新開発のV型6気筒エンジンであるVGシリーズの開発に巨額な投資をして注力しており、レース用エンジンと同様のペントルーフ型燃焼室などはRBエンジンにも引き継がれている。また2010年頃には常識となった電子ダイレクト点火システムNDIS（NISSAN DIRECT IGNITION SYSTEM）を世界初で装備し、直動式ハイドロリックバルブリフターをDOHCエンジンとしては日本初採用とするなど非常にコストのかかった作りとなっている。
その一方で，例えば2,000ccエンジンでは「L20」「RB20」、そして当時肝いりで開発された日本初のV型6気筒エンジンの一端である「VG20」でさえもシリンダーの内径×行程は同一である。トヨタの1Gエンジン（1980年～）・JZエンジン（1990年～）・VZエンジン（1992年～）などが鋳鉄製ブロックであった為コスト競争力の点で同様に鋳鉄製ブロックの採用を余儀なくされた。しかしながら日産の伝統的な設計思想ゆえボアアップ・ハイパワー可が容易という美点は引き継がれた。
その一方で，ライバルとなったトヨタの1G型は2,000ccに特化した設計で、排気量アップを行うに当たり2.5Lから3.0Lへ排気量アップが可能なJZ型を新たに設計しなければならなかったのとは対照的に、RB型は先の「L型」と同様、排気量アップを主眼に置きつつ設計されていた点が異なる。排気量アップを予定した設計ながらRB20Eのエンジン重量は1Gと同等の重さに収まる。なお、トヨタ1G型のLASRE（レーザー）の名称に対抗してRB20はPLASMA（プラズマ）の名称が付いていた。
吸排気系機器の関係から（先述のトヨタ製直列6気筒エンジンと異なり吸排気が左右逆である）、左ハンドル車への搭載が非常に困難である。そのため、当該エンジンの搭載車の輸出はイギリスやオーストラリアなど右ハンドル車が主流の国に限られていた。
97年に登場したC35型ローレルから、ツインカム仕様に限ってNEOストレート6と呼ばれる70％の部品を刷新したマイナーチェンジ版が存在する。

## 各排気量
RBに続く数字が、凡よその排気量を示している。具体的には、以下の通り。
- RB20→約2.0リットル (内径×行程：78.0mm×69.7mm、1,998cc)
- RB24→約2.43リットル (内径×行程：86.0mm×69.7mm、2,428cc)
- RB25→約2.5リットル (内径×行程：86.0mm×71.7mm、2,498cc)
- RB26→約2.57リットル (内径×行程：86.0mm×73.7mm、2,568cc)
- RB30→約2.98リットル (内径×行程：86.0mm×85.0mm、2,982cc)
- RD28→約2.83リットル (内径×行程：85.0mm×83.0mm、2,825cc）

尚、RBエンジンには、FR用と4WD用が存在する。基本的な部分が同じでも、駆動方式の違いからオイルパンが異なり、取り付け位置が違うため細部の互換性が無いエンジンである。よってFR車に4WD用エンジンは、搭載不可能。(加工すれば搭載可能)
第2世代GT-RであるR32～R34型スカイラインGT-R及びステージア260RSオーテックバージョンに搭載されたRB26DETTエンジンは、名前こそ便宜上RBと付いているものの、同車（当初GT-R専用）専用としての設計であり、かなり性格が異なる。しかし、RB26用オイルポンプ/ウォーターポンプなどが強化品としてRB20/25にボルトオンできる、R34後期型のマニュアルミッション搭載車のRB25DETにはRB26純正コンロッドが採用される。など、補機類単位では互換性が保たれている。

## 搭載車の生産終了
1980年代の初めよりセドリック・グロリア・フェアレディZなどでV型6気筒を採用していたが、新開発フロントミドシップパッケージを採用することを受け、日産自動車は次世代主力ユニットVQシリーズに順次切り替えを行い、2004年のセドリック・グロリアの4WD用RB25DET搭載車の生産終了に伴い、完成車としての生産を終了した。

## バリエーション

### RB20

#### RB20E

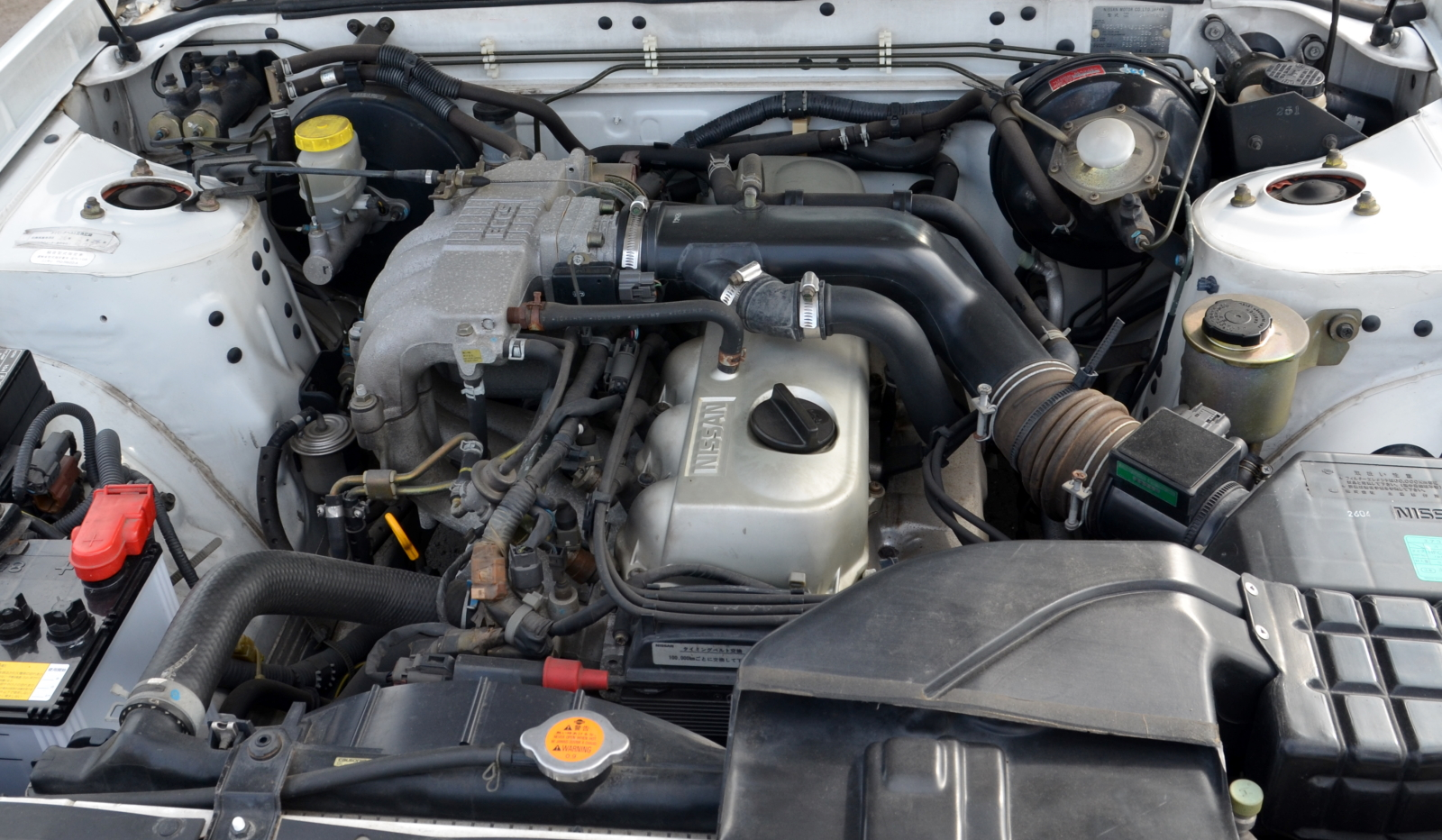
RB20E

- SOHC 12バルブ 自然吸気型。RB型エンジンシリーズの基礎となったエンジンである。

- 参考スペック：
- 96kW(130PS)/5,600rpm 181N・m(18.5kg・m)/4,000rpm(グロス値 C32型前期 ローレル、R31型前期 スカイライン)
- 85kW(115PS)/5,600rpm 167N・m(17.0kg・m)/4,000rpm(ネット値 C32型後期 ローレル、R31型後期 スカイライン)
- 92kW(125PS)/5,600rpm 172N・m(17.5kg・m)/4,400rpm(C33～C34型 ローレル、A31型 セフィーロ、R32型 スカイライン)
- 96kW(130PS)/5,600rpm 171N・m(17.5kg・m)/4,400rpm(R33型 スカイライン、K30型 クルー、C34型初期 ステージア)
- 無鉛レギュラーガソリン

#### RB20P

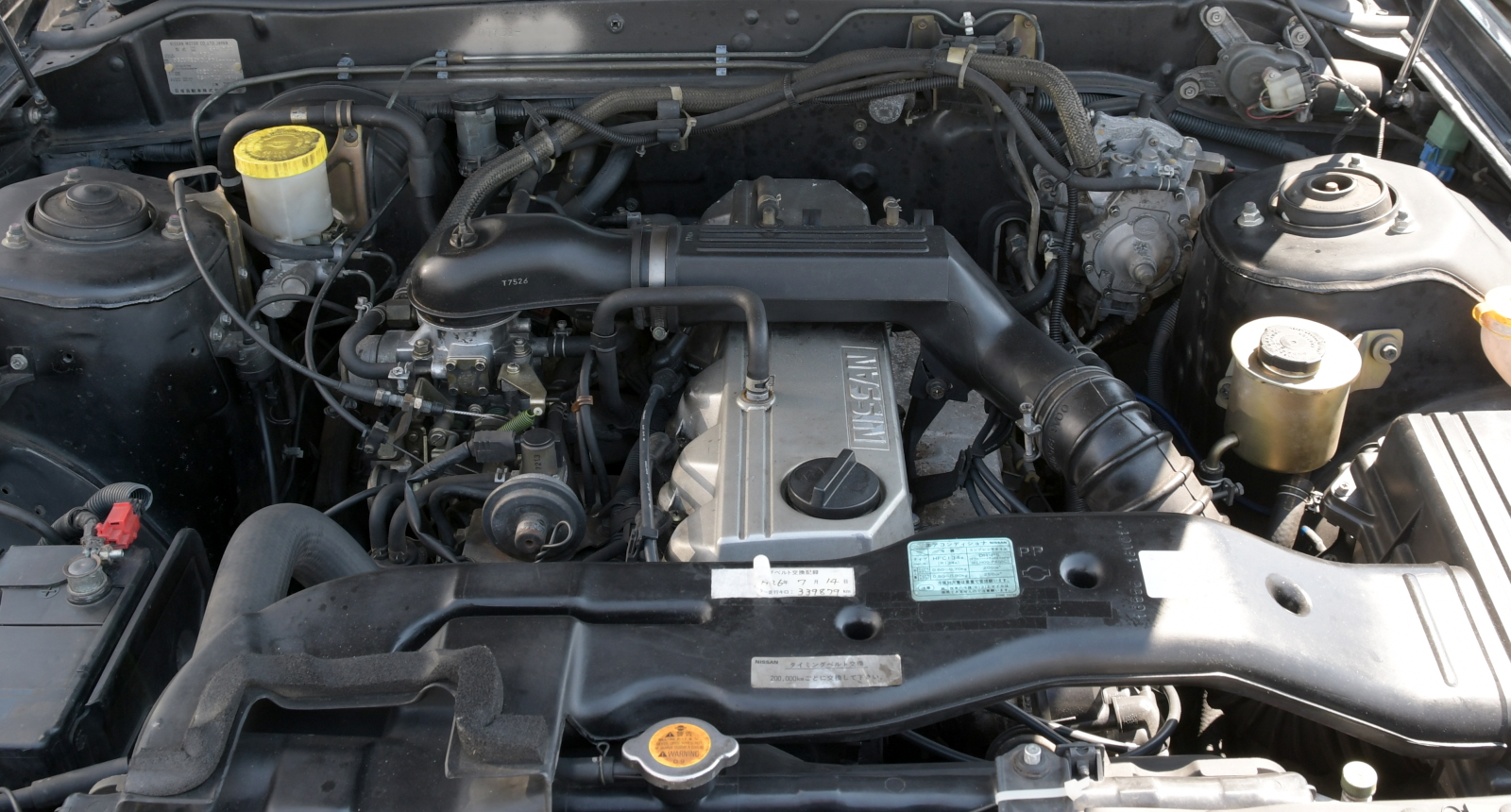
RB20P

- SOHC 12バルブ 自然吸気型。RB20SのLPG仕様。1987年6月-2002年6月まで製造。Y31型セドリック/グロリア営業車（主にタクシーなどに使用）のみに搭載されていた。

- 参考スペック：
- 69kW(94PS)/5,600rpm 142N・m(14.5kg・m)/2,400rpm(Y31型 セドリック営業車)
- LPG

#### RB20ET

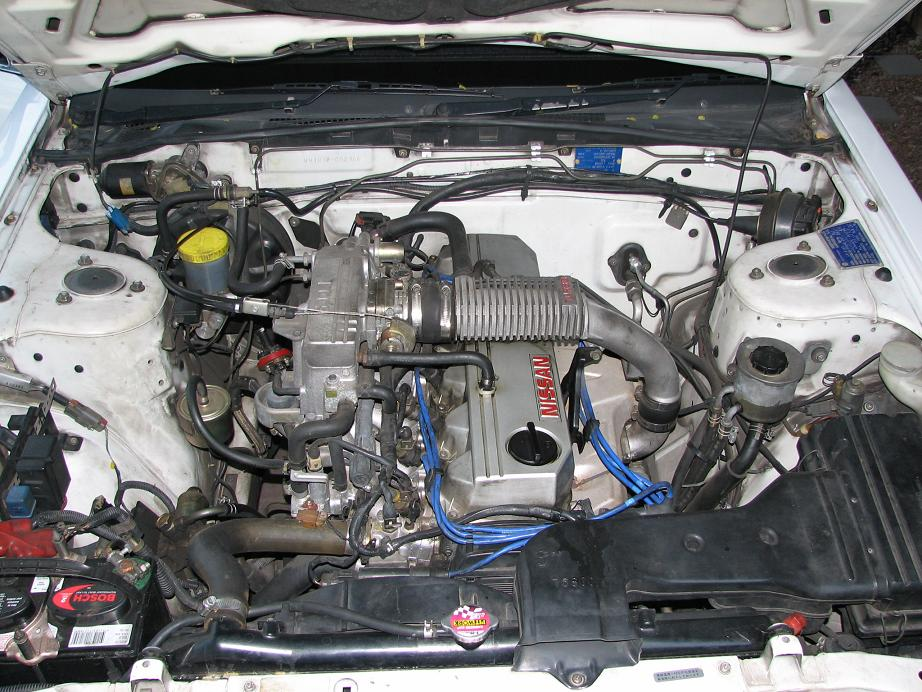
RB20ET

- SOHC 12バルブ シングルターボ。RB20Eのターボチャージャー仕様。

- 参考スペック:
- 125kW(170PS)/6,000rpm 216N・m(22.0kg・m)/3,200rpm(グロス値 R31型前期 スカイライン[注 1])
- 107kW(145PS)/6,000rpm 206N・m(21.0kg・m)/3,200rpm(ネット値 R31型後期 スカイライン)
- 無鉛レギュラーガソリン

#### RB20DE
- DOHC 24バルブ 自然吸気型。RB20Eのヘッドをツインカム化したエンジンである。
- 最終型では、NEO化[2]&リーンバーン化された。

- 参考スペック:
- 121kW(165PS)/6,400rpm 186N・m(19.0kg・m)/5,200rpm(グロス値 R31型前期 スカイライン・レギュラーガソリン仕様)
- 110kW(150PS)/6,400rpm 181N・m(18.5kg・m)/5,200rpm(ネット値 R31型後期 スカイライン・レギュラーガソリン仕様)
- 114kW(155PS)/6,400rpm 184N・m(18.8kg・m)/5,200rpm(A31型 セフィーロ、R32型 スカイライン、C33型 ローレル・プレミアムガソリン仕様)
- 110kW(150PS)/6,400rpm 182N・m(18.6kg・m)/5,200rpm(C34型 ローレル・レギュラーガソリン仕様)
- 114kW(155PS)/6,400rpm 186N・m(19.0kg・m)/4,400rpm(NEOストレート6 R34型 スカイライン、C34型 中～後期 ステージア、C35型 ローレル・プレミアムガソリン仕様)

#### RB20DET

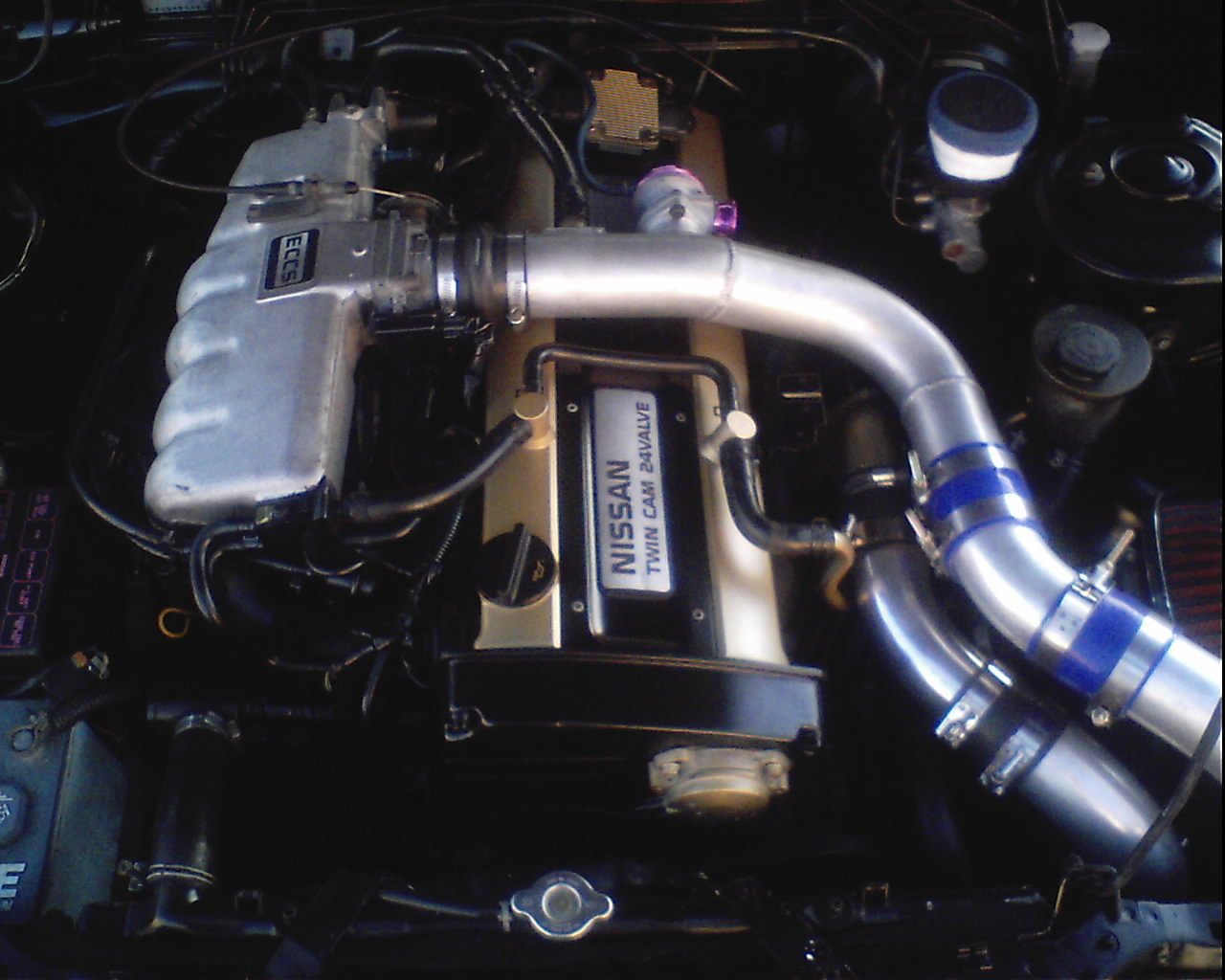
s14シルビアにスワップされたRB20DET

- DOHC 24バルブ インタークーラー付きシングルターボ。RB20DEのターボチャージャー仕様。Z31型フェアレディZ用以降はセラミックタービン仕様のターボチャージャーを採用していた。

- 参考スペック:
- 154kW(210PS)/6,400rpm 245N・m(25.0kg・m)/3,600rpm (1985年8月・グロス値・R31型前期スカイライン・レギュラーガソリン仕様)
- 132kW(180PS)/6,400rpm 226N・m(23.0kg・m)/3,600rpm (1985年10月・ネット値・Z31型フェアレディZ・レギュラーガソリン仕様)
- 129kW(175PS)/6,400rpm 226N・m(23.0kg・m)/3,600rpm (1986年10月・ネット値・C32型後期ローレル・レギュラーガソリン仕様)
- 140kW(190PS)/6,400rpm 240N・m(24.5kg・m)/4,800rpm (1987年8月・R31型後期スカイライン・レギュラーガソリン仕様)
- 151kW(205PS)/6,400rpm 265N・m(27.0kg・m)/3,200rpm (1988年9月・A31型セフィーロ、1988年12月・C33型ローレル・プレミアムガソリン仕様)
- 158kW(215PS)/6,400rpm 265N・m(27.0kg・m)/3,200rpm (1989年5月・R32型スカイライン・プレミアムガソリン仕様)

#### RB20DET-R
- DOHC 24バルブ インタークーラー付きシングルターボ。FIAグループAホモロゲーションを取得する為に限定800台が生産された、HR31型スカイラインGTS-R専用のセミコンペティションエンジンである。ステンレス製の等長エキゾーストマニホールド、低慣性重量のタービンと大容量のコンプレッサーを組み合わせたギャレット社製T04Eハイフローターボチャージャーを備えており、大容量の空冷式インタークーラーとともに搭載された。

- スペック:
- 154kW(210PS)/6,400rpm 245N・m(25.0kg・m)/4,800rpm
- 無鉛プレミアムガソリン

### RB24

#### RB24S
- SOHC 12バルブ 自然吸気型。中南米向けに開発されたA31型ローレル・アルティマ用に開発された自然吸気エンジン。

### RB25
登場当時、自動車税制変更に伴い、2,000ccクラスの車両に販売政策の観点から2,500ccのエンジンを搭載する事例が多数みられた。RBシリーズの設計者である林義正は著書の中で「RBシリーズ自体を2,500ccを基準に考えていた」と述べており、当エンジンの登場によりRBシリーズは設計担当者の構想に合致するものとなった。

#### RB25DE

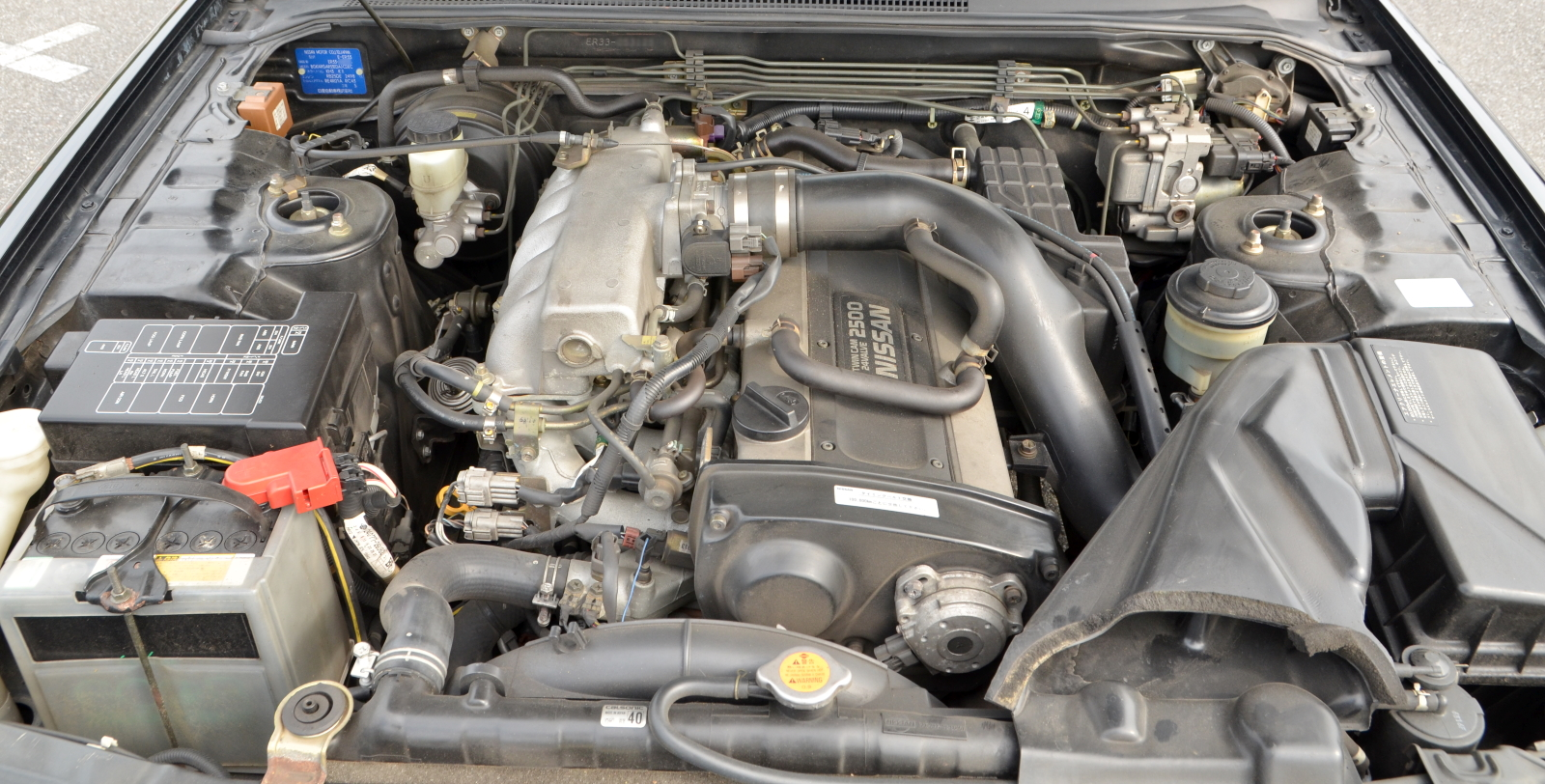
RB25DE

- DOHC 24バルブ 自然吸気型。国内向けとしてはC33型ローレル、A31型セフィーロ、R32型スカイライン（後期）から搭載が開始された。NEOストレート6と名乗った改良･マイナーチェンジ版が存在する。[2]そのほか、条件付きながらY33型セドリック/グロリアにも搭載された。

- 参考スペック：
- 132kW(180PS)/6,000rpm 226N・m(23.0kg・m)/5,200rpm(A31型後期 セフィーロ、C33型後期 ローレル、R32型後期 スカイライン)
- 140kW(190PS)/6,400rpm 230N・m(23.5kg・m)/4,800rpm(C34型 ローレル、R33型 スカイライン、C34型初期 ステージア)
- 147kW(200PS)/6,400rpm 230N・m(23.5kg・m)/4,800rpm(R33型 スカイライン デュアルモードマフラー装着車)
- 147kW(200PS)/6,000rpm 255N・m(26.0kg・m)/4,000rpm(NEOストレート6 R34型 スカイライン、C35型 ローレル、C34型中～後期 ステージア)

#### RB25DET
- DOHC 24バルブ インタークーラー付きシングルターボ。RB25DEのターボチャージャー仕様。R34型スカイラインなどに搭載されたNEOストレート6[2]と名乗るマイナーチェンジ仕様では、ついに国内馬力規制枠上限（当時）の280馬力を発生するに至った。

### RB26

#### RB26DE
- DOHC 24バルブ 自然吸気型。RB26DETTをNA化し専用チューニングしたエンジン。鍛造ピストンの採用やハイカム等が組み込まれ、専用の自然吸気用ステンレスエギゾーストマニホールドを装着していた。R32型スカイラインGTS-4をベースにオーテックジャパンが開発したオーテックバージョンにのみ搭載された。

- スペック:
- 162kW(220PS)/6,800rpm 245N・m(25.0kg・m)/5,200rpm

#### RB26DETT
- DOHC 24バルブ インタークーラー付きツインターボ。第二世代GT-R（R32/R33/R34)用に開発されたツインターボエンジン。

#### RB-X GT2
- DOHC 24バルブ インタークーラー付きツインターボ。R33型スカイラインGT-RをベースとしたNISMOのコンプリートカー「NISMO 400R」専用のエンジン。RB26DETTの排気量を2771ccまで拡大し、強化シリンダー＆シリンダーヘッド、メタルヘッドガスケット、鍛造クランクシャフト、N1仕様タービン等を組み込みチューニングされたスペシャルエンジンであった。

- スペック:
- 331kW(450PS)/6,800rpm 469N・m(47.8kg・m)/4,400rpm

#### RB-XII
- DOHC 24バルブ インタークーラー付きシングルターボ。R33型GTSのRB25DETをベースにREINIKがチューン。RB-XGT2のクランクシャフト＆コンロッド、日産工機製のピストンを使用し排気量はRB-XGT2同様2771ccまで拡大されている。タービン等はR33後期型RB25DETに準ずるため、エンジン本体のポテンシャルを使い切るには補機類の交換が必要だった。日産プリンス神奈川販売の限定車「280 TYPE MR」専用エンジン。

- スペック:
- 221kW(300PS)/6,400rpm 343N・m(35.0kg・m)/4,800rpm

### RB30

#### RB30S
- SOHC 12バルブ 自然吸気型。海外向けに存在したシングルカム3リットルエンジン「RB30」のシングルキャブレター仕様。中東（主にサウジアラビア）向けに輸出されていたR31型スカイラインやパトロール等に搭載されていた。

#### RB30E
- SOHC 12バルブ 自然吸気型。海外向けに存在したシングルカム3リットルエンジン「RB30」のインジェクション仕様。主に豪州向けのR31型スカイラインやGM系のホールデン・コモドアに搭載されていた。また、少数ではあるが、西アフリカ仕様のR31型スカイラインにも別スペックのものが搭載されていた。

- 参考スペック：
- 114kW(155PS)/5,000rpm 247N・m(25.2kg・m)/3,600rpm（オーストラリア向けR31型スカイライン）
- 126kW(170PS)/5,000rpm 260N・m(26.5kg・m)/3,600rpm（西アフリカ向けR31型スカイライン）

#### RB30ET

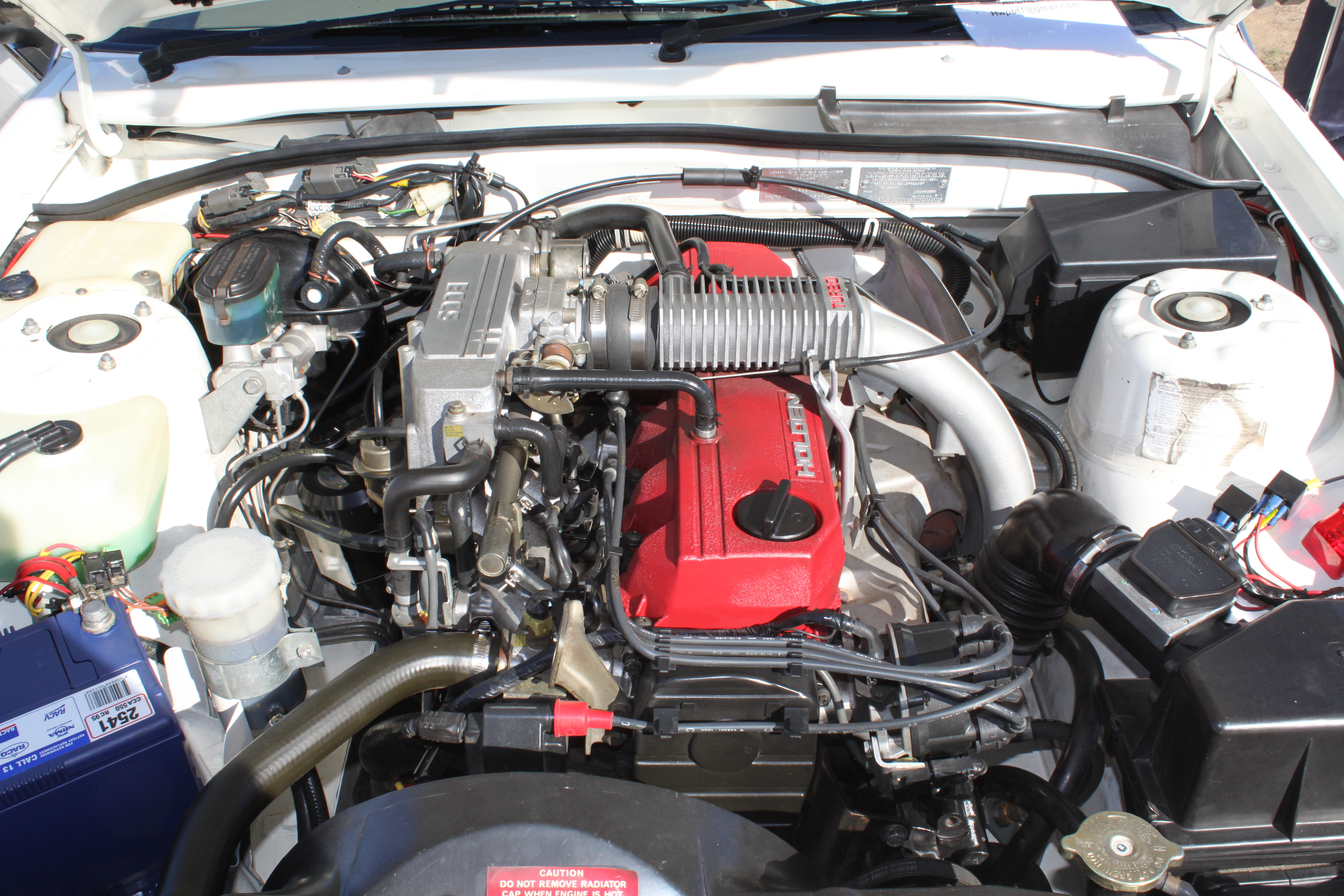
RB30ET

- SOHC 12バルブ・シングルターボ。海外（主に豪州）向けに存在したRB30Eにターボチャージャーを組み合わせたエンジン。GM系のホールデン・コモドアの高性能モデル「VLコモドア」のみに搭載されていた（実質、専用エンジンだった）。

#### M30(RB30DE)
- 本来の命名法則からすればRB30であるが、運輸省への型式認定届けがトミーカイラに依って行われたため正式なエンジン型式はM30である。
- トミーカイラ・M30に搭載された。DOHC 24バルブ 自然吸気型。シングルカムのRB30EのシリンダーヘッドをR31型ベースではRB20DEのシリンダーヘッドに換装し、R32型ベースではRB26DETTのシリンダーヘッドを移植しツインカム化したエンジン。尚、排気量はR31型が2962cc、R32型が3030ccとなっている
- スペック：
- 176kW(240PS)/7,000rpm 294N・m(30.0kg・m)/5,800rpm（R31型）
- 177kW(280PS)/7,000rpm 294N・m(30.0kg・m)/6,100rpm（R32型）

## RB型エンジンを搭載していた車種
- コモドア
- スカイライン(R31～R34型)
- ローレル(C32～C35型)
- セフィーロ(A31型)
- フェアレディZ(Z31型)
- セドリック・グロリア・レパード(Y33型、Y34型)
- ステージア（WC34型）
- クルー（サルーン系・パトロールカー仕様車）（K30型）
- セドリック営業車(Y31型)
- パトロール(Y60型)